# Solanum viarum
Solanum viarum, conhecida popularmente como joá-bravo, é uma planta daninha nativa da América do Sul, ocorrendo principalmente no Brasil, Paraguai e Argentina. Às vezes, é considerada uma espécie invasora nos estados costeiros do leste inferior do Estados Unidos e, recentemente, na Costa do meio oeste da Austrália.

## Sinônimos
Esta espécie tem várias  sinônimos, um dos quais é particularmente ambíguo:
- Solanum chloranthum DC.

S. chloranthum como descrita por  Poeppig baseado em Otto Sendtner, von Martius é agora Solanum velutinum
S. chloranthum como descrita por Philipp Salzmann based on Dunal in de Candolle é agora Solanum agrarium
S. chloranthum como descrita por C.P.J. Sprengel é agora Solanum arenarium como descrita por Otto Sendtner
- Solanum khasianum var. chatterjeeanum Sengupta & Sengupta

S. khasianum proper é agora Solanum aculeatissimum como descrita por Nikolaus Joseph von Jacquin.
- Solanum viridiflorum Schltdl.

Não confundir com S. acuminatum var. viridiflorum, que é agora Solanum caavurana.